# داش بلاغ (ورغاهان)
داش بلاغ (بالفارسية: داش‌بلاغ) هي منطقة سكنية تقع في إيران في قسم ورغاهان الریفي. يقدر عدد سكانها بـ 104 نسمة .